# St. Pankratius (Barterode)

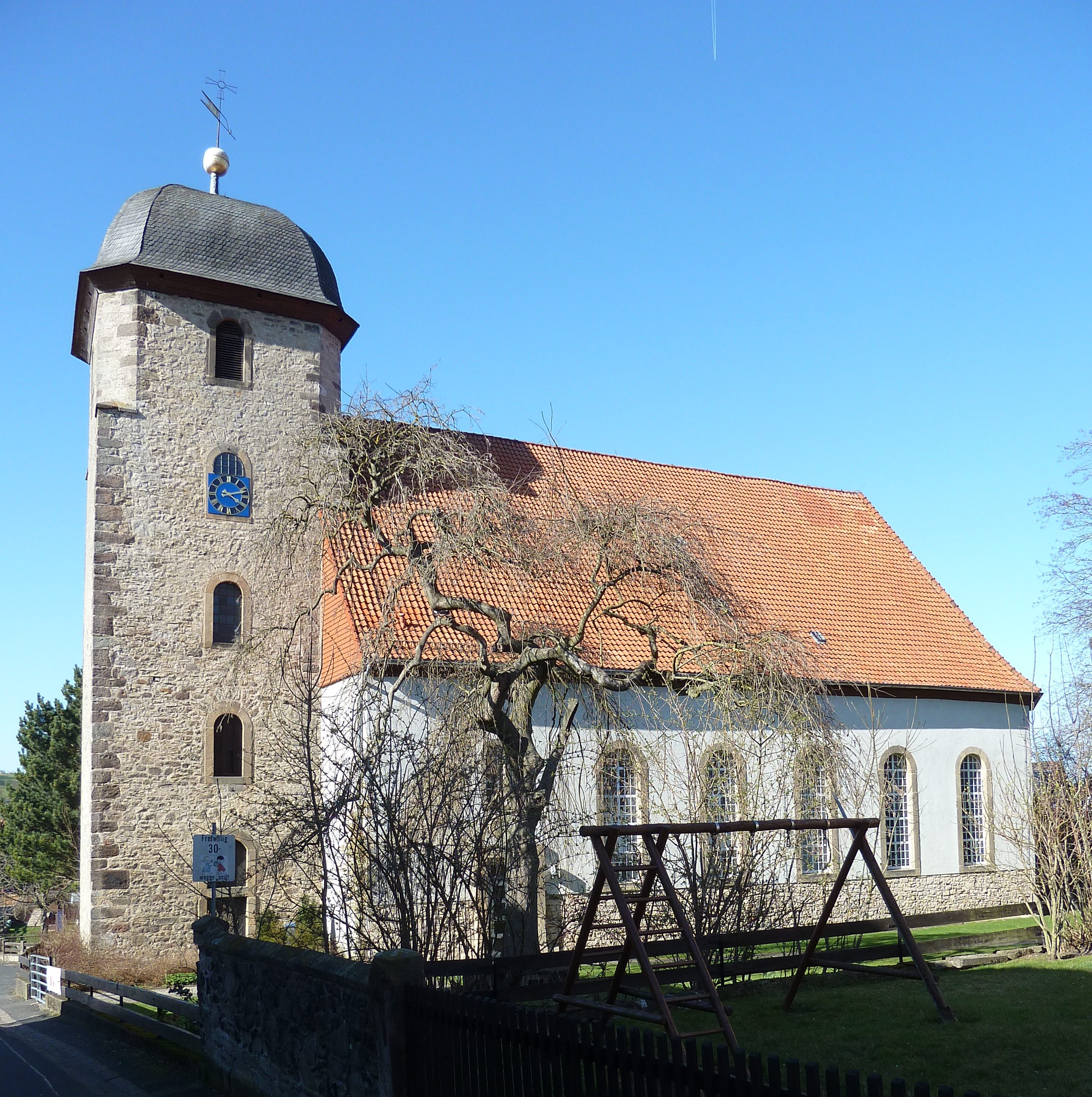
St. Pankratius

Die evangelisch-lutherische Kirche St. Pankratius steht in Barterode, einem Ortsteil des Fleckens Adelebsen im Landkreis Göttingen von Niedersachsen. Die Kirche steht unter Denkmalschutz. Die Kirchengemeinde gehört zum Kirchenkreis Göttingen im Sprengel Hildesheim-Göttingen der Evangelisch-lutherischen Landeskirche Hannovers.

## Beschreibung

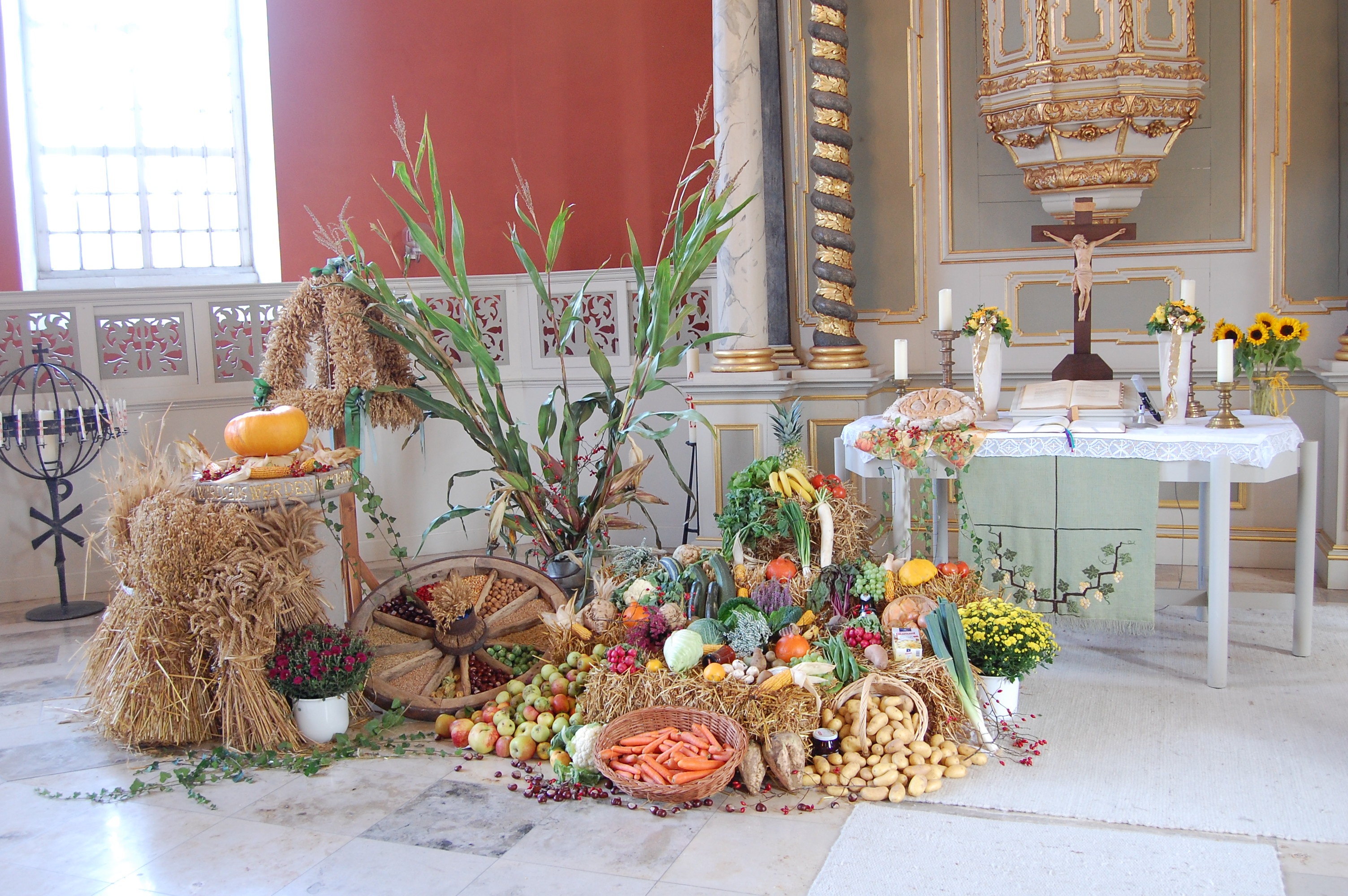
Erntedank-Schmuck vor dem Altar, 2014

Die Kirche wurde 1483 nach den Zerstörungen während der Soester Fehde wieder aufgebaut. Sie wurde 1730/34 abgebrochen und unter Beibehaltung des mittelalterlichen Turms im Westen als rechteckige verputzte Saalkirche mit einem dreiseitigen Abschluss des Chors neu errichtet. Sie ist mit einem Satteldach bedeckt, das über dem Chor abgewalmt ist. Der mit Ecksteinen versehene Kirchturm aus Bruchsteinen hat 5 Geschosse und ist mit einer glockenförmigen, schiefergedeckten Haube bedeckt, auf der eine Turmkugel sitzt. In seiner Glockenstube hängen vier Kirchenglocken. Mit den Schlagtönen fis' a' h' und d"; die älteste d" wurde 1736, die drei anderen fis'/a'/h' wurden 1977 von der Glocken- und Kunstgießerei Rincker gegossen.
Der um 1730 gestiftete Kanzelaltar steht auf einer Mensa aus vorreformatorischer Zeit. Das achteckige steinerne Taufbecken ist 1740 entstanden. Die Orgel mit 15 Registern, verteilt auf ein Manual und ein Pedal, auf dem Manual gibt es die Register: Bordun 16', Salicional 8', Principal 8', Hohlflöte 8', Gedact 8', Trompete 8', Octave 4', Gedactflöte 4', Quinte 3', Octave 2' und Mixtur 3f. Im Pedal gibt es die Register: Subbass 16', Posaune 16', Violon 8', Octave 8'. Und es gibt eine Koppel zwischen Pedal und Manual. Die Orgel wurde 1825 von Johann Dietrich Kuhlmann gebaut. Sie wurde durch Paul Ott um fünf Register und ein Manual erweitert und 1980 von Martin Haspelmath restauriert.